# Campionato sudamericano femminile di pallacanestro 1999
Il 26º Campionato dell'America Meridionale Femminile di Pallacanestro (noto anche come FIBA South American Championship for Women 1999) si è svolto dal 29 aprile al 3 maggio 1999 a Vitória, in Brasile. Il torneo è stato vinto dalla nazionale brasiliana.

## Squadre partecipanti
- Argentina
- Bolivia
- Brasile
- Cile
- Ecuador
- Venezuela

## Classifica finale
| Pos | Squadra   | V-P |
| --- | --------- | --- |
|     | Brasile   | 5-0 |
|     | Argentina | 4-1 |
|     | Venezuela | 3-2 |
| 4   | Cile      | 2-3 |
| 5   | Bolivia   | 1-4 |
| 6   | Ecuador   | 0-5 |